# Fussballclub Aarau 1902 2021-2022
Questa voce raccoglie le informazioni riguardanti il Fussballclub Aarau 1902 nelle competizioni ufficiali della stagione 2021-2022.

## Stagione
Nella stagione 2021-2022 l'Aarau, allenato da Stephan Keller, concluse il campionato di Challenge League al 3º posto. In Coppa Svizzera l'Aarau fu eliminato agli ottavi di finale dal Losanna.

## Rosa
| N. |                        | Ruolo | Calciatore       |
| -- | ---------------------- | ----- | ---------------- |
| 1  | Svizzera (bandiera)    | P     | Simon Enzler     |
| 2  | Svizzera (bandiera)    | D     | Marco Thaler     |
| 3  | Svizzera (bandiera)    | D     | Jérôme Thiesson  |
| 4  | Svizzera (bandiera)    | D     | Binjamin Hasani  |
| 5  | Paesi Bassi (bandiera) | D     | Léon Bergsma     |
| 6  | Liberia (bandiera)     | C     | Allen Njie       |
| 7  | Svizzera (bandiera)    | C     | Kevin Spadanuda  |
| 8  | Svizzera (bandiera)    | C     | Olivier Jäckle   |
| 9  | Kosovo (bandiera)      | C     | Liridon Balaj    |
| 10 | Albania (bandiera)     | A     | Shkëlzen Gashi   |
| 11 | Kosovo (bandiera)      | C     | Donat Rrudhani   |
| 12 | Svizzera (bandiera)    | P     | Nicholas Ammeter |
| 14 | Svizzera (bandiera)    | D     | Jan Kronig       |

| N. |                       | Ruolo | Calciatore           |
| -- | --------------------- | ----- | -------------------- |
| 19 | Svizzera (bandiera)   | C     | Silvan Schwegler     |
| 20 | Kosovo (bandiera)     | C     | Milot Avdyli         |
| 22 | Albania (bandiera)    | D     | Arijan Qollaku       |
| 24 | Svizzera (bandiera)   | D     | Bastien Conus        |
| 26 | Portogallo (bandiera) | A     | Mickael Almeida      |
| 33 | Svizzera (bandiera)   | C     | Flavio Caserta       |
| 34 | Svizzera (bandiera)   | D     | Raoul Giger          |
| 40 | Svizzera (bandiera)   | C     | Randy Schneider      |
| 55 | Serbia (bandiera)     | D     | Aleksandar Cvetković |
| 70 | Svizzera (bandiera)   | C     | Marco Aratore        |
|    | Svizzera (bandiera)   | P     | Silas Huber          |
|    | Kosovo (bandiera)     | C     | Imran Bunjaku        |
|    | Svizzera (bandiera)   | C     | Shkelqim Vladi       |

## Organigramma societario
Area tecnica
- Allenatore: Stephan Keller
- Allenatore in seconda: José Barcala
- Preparatore dei portieri: Flamur Tahiraj
- Preparatori atletici: Norbert Fischer

## Calciomercato

### Sessione estiva
| Acquisti | Acquisti      | Acquisti      | Acquisti |
| R.       | Nome          | da            | Modalità |
| -------- | ------------- | ------------- | -------- |
| C        | Imran Bunjaku | Grasshoppers  |          |
| P        | Silas Huber   | Aarau U16     |          |
| D        | Jan Kronig    | Wil           |          |
| C        | Allen Njie    | Slaven Belupo |          |

| Cessioni | Cessioni          | Cessioni        | Cessioni |
| R.       | Nome              | a               | Modalità |
| -------- | ----------------- | --------------- | -------- |
| P        | Nicholas Ammeter  | Young Boys      |          |
| D        | Fabrice Suter     | Köniz           |          |
| A        | Noah Boakye       | Thalwil         |          |
| C        | Mats Hammerich    | Xamax Neuchâtel |          |
| C        | Sead Selishta     | Chemnitz U19    |          |
| A        | Filip Stojilković | Sion            |          |

### Sessione invernale
| Acquisti | Acquisti             | Acquisti     | Acquisti |
| R.       | Nome                 | da           | Modalità |
| -------- | -------------------- | ------------ | -------- |
| D        | Aleksandar Cvetković | Grasshoppers |          |
| C        | Shkelqim Vladi       | Yverdon      |          |
| P        | Nicholas Ammeter     | Young Boys   |          |
| P        | Joël Bonorand        | Wohlen       |          |

| Cessioni | Cessioni       | Cessioni | Cessioni |
| R.       | Nome           | a        | Modalità |
| -------- | -------------- | -------- | -------- |
| C        | Devran Şenyurt | Höngg    |          |
| P        | Joël Bonorand  | Cham     |          |
| A        | Gobe Gouano    | Sion II  |          |

## Risultati

### Challenge League

#### Prima fase, girone di andata
| Arbitro: | Wolfensberger |

|                                                  |           |                          |
| Mafouta 51’ Nuzzolo 53’ Veloso 69’ Hammerich 71’ | Marcatori | 8’ Aratore 28’ Spadanuda |

| Arbitro: | Horisberger |

|                         |           |  |
| Spadanuda 51’ Balaj 86’ | Marcatori |  |

| Arbitro: | Cibelli |

|              |           |                         |
| Chihadeh 60’ | Marcatori | 8’ Rrudhani 90’ Almeida |

| Arbitro: | Staubli |

|                                               |           |                         |
| Gashi 24’, 57’ (rig.) Spadanuda 35’, 45’, 51’ | Marcatori | 51’ Labeau 69’ Abdallah |

| Arbitro: | Piccolo |

|                  |           |                                |
| Gashi 45’ (rig.) | Marcatori | 3’ Rahimi 54’ Dobras 57’ Gajić |

| Arbitro: | Thies |

|           |           |             |
| Vladi 50’ | Marcatori | 90’ Bunjaku |

| Arbitro: | Horisberger |

|                        |           |  |
| Kronig 4’ Rrudhani 25’ | Marcatori |  |

| Winterthur 24 settembre 2021, ore 20:30 CEST 8ª giornata | Winterthur | 0 – 0 referto | Aarau | Stadion Schützenwiese (4 500 spett.)\| Arbitro: \| Staubli \| |
| Arbitro:                                                 | Staubli    |               |       |                                                               |

| Aarau 3 ottobre 2021, ore 14:15 CEST 9ª giornata | Aarau   | 0 – 0 referto | Kriens | Stadion Brügglifeld (3 481 spett.)\| Arbitro: \| Schärli \| |
| Arbitro:                                         | Schärli |               |        |                                                             |

#### Prima fase, girone di ritorno
| Arbitro: | Kanagasingam |

|  |           |                         |
|  | Marcatori | 13’ Spadanuda 27’ Balaj |

| Arbitro: | Bieri |

|  |           |                                |
|  | Marcatori | 67’ Santos 78’ (rig.) Chihadeh |

| Arbitro: | Turkes |

|                             |           |               |
| Dobras 11’ Çiçek 51’ (rig.) | Marcatori | 64’ Schneider |

| Arbitro: | Gianforte |

|                      |           |  |
| Spadanuda 55’ (rig.) | Marcatori |  |

| Arbitro: | Staubli |

|                          |           |  |
| Müller 45’ Rodríguez 68’ | Marcatori |  |

| Arbitro: | Thies |

|                               |           |                        |
| Zumberi 63’ Fazliu 80’ (rig.) | Marcatori | 45’ Njie 70’ Spadanuda |

| Arbitro: | Gianforte |

|                             |           |  |
| Spadanuda 27’ Schneider 43’ | Marcatori |  |

| Arbitro: | Wolfensberger |

|           |           |                |
| Mulaj 16’ | Marcatori | 23’, 64’ Gashi |

| Arbitro: | Staubli |

|           |           |  |
| Gashi 24’ | Marcatori |  |

#### Seconda fase, girone di andata
| Arbitro: | Piccolo |

|                     |           |                   |
| Guivarch 77’ (aut.) | Marcatori | 5’ (rig.) Nuzzolo |

| Arbitro: | Huwiler |

|                       |           |                                                             |
| Chader 52’ Labeau 58’ | Marcatori | 43’ Schneider 46’ Vladi 73’ (rig.), 86’ Spadanuda 78’ Balaj |

| Arbitro: | Turkes |

|                     |           |  |
| Gashi 24’ Vladi 64’ | Marcatori |  |

| Arbitro: | von Mandach |

|  |           |                                                                             |
|  | Marcatori | 6’ Schneider 30’ Rrudhani 37’ (rig.) Gashi 85’ (rig.) Spadanuda 87’ Bergsma |

| Arbitro: | Cibelli |

|                    |           |                |
| Schneider 11’, 66’ | Marcatori | 90’ Dickenmann |

| Arbitro: | Wolfensberger |

|  |           |                             |
|  | Marcatori | 33’ Cvetković 36’ Schneider |

| Arbitro: | Kanagasingam |

|                               |           |                                  |
| Gashi 26’ Balaj 60’ Vladi 87’ | Marcatori | 10’, 34’, 48’, 74’ (rig.) Ardaiz |

| Arbitro: | Cibelli |

|                                                    |           |                          |
| Alves 11’ (rig.) Abedini 24’ Corbaz 88’ Ballet 90’ | Marcatori | 4’ Bergsma 15’ Spadanuda |

| Arbitro: | Gianforte |

|  |           |               |
|  | Marcatori | 10’, 68’ Koné |

#### Seconda fase, girone di ritorno
| Arbitro: | Bieri |

|                                 |           |                                         |
| Bahloul 2’ Fazliu 18’ Toure 44’ | Marcatori | 16’ Vladi 28’ (rig.), 59’, 69’ Rrudhani |

| Arbitro: | Fähndrich |

|  |           |                                |
|  | Marcatori | 26’ Ltaief 39’ Tushi 78’ Buess |

| Arbitro: | Tschudi |

|                         |           |             |
| Gerndt 44’ Schwizer 64’ | Marcatori | 68’ Bunjaku |

| Arbitro: | Staubli |

|                                      |           |                              |
| Rrudhani 17’ Spadanuda 30’ Conus 62’ | Marcatori | 29’ Bürgisser 75’ Yesilcayir |

| Arbitro: | Kanagasingam |

|  |           |                                      |
|  | Marcatori | 31’ Balaj 45’ Spadanuda 84’ Rrudhani |

| Arbitro: | Wolfensberger |

|  |           |                                                      |
|  | Marcatori | 36’ Spadanuda 67’ Schneider 72’ Rrudhani 82’ Almeida |

| Arbitro: | Kanagasingam |

|                    |           |          |
| Spadanuda 62’, 90’ | Marcatori | 81’ Okou |

| Arbitro: | Schärer |

|  |           |               |
|  | Marcatori | 30’ Schneider |

| Arbitro: | Fähndrich |

|                  |           |                |
| Gashi 83’ (rig.) | Marcatori | 11’, 75’ Çiçek |

### Coppa Svizzera
| Arbitro: | Turkes |

|  |           |                                                                         |
|  | Marcatori | 7’ Rrudhani 13’, 28’ (rig.), 50’ Almeida 75’, 77’ Spadanuda 88’ Caserta |

| Arbitro: | Piccolo |

|  |           |               |
|  | Marcatori | 84’ Spadanuda |

| Arbitro: | Fähndrich |

|  |           |             |
|  | Marcatori | 57’ Amdouni |

## Statistiche

### Statistiche di squadra
| Competizione     | Punti | In casa | In casa | In casa | In casa | In casa | In casa | In trasferta | In trasferta | In trasferta | In trasferta | In trasferta | In trasferta | Totale | Totale | Totale | Totale | Totale | Totale | DR  |
| Competizione     | Punti | G       | V       | N       | P       | Gf      | Gs      | G            | V            | N            | P            | Gf           | Gs           | G      | V      | N      | P      | Gf     | Gs     | DR  |
| ---------------- | ----- | ------- | ------- | ------- | ------- | ------- | ------- | ------------ | ------------ | ------------ | ------------ | ------------ | ------------ | ------ | ------ | ------ | ------ | ------ | ------ | --- |
| Challenge League | 65    | 18      | 10      | 2       | 6       | 28      | 23      | 18           | 10           | 3            | 5            | 39           | 24           | 36     | 20     | 5      | 11     | 67     | 47     | +20 |
| Coppa Svizzera   | -     | 1       | 0       | 0       | 1       | 0       | 1       | 2            | 2            | 0            | 0            | 8            | 0            | 3      | 2      | 0      | 1      | 8      | 1      | +7  |
| Totale           | 65    | 19      | 10      | 2       | 7       | 28      | 24      | 20           | 12           | 3            | 5            | 47           | 24           | 39     | 22     | 5      | 12     | 75     | 48     | +27 |

### Andamento in campionato
| Giornata  | 1 | 2 | 3 | 4 | 5 | 6 | 7 | 8 | 9 | 10 | 11 | 12 | 13 | 14 | 15 | 16 | 17 | 18 | 19 | 20 | 21 | 22 | 23 | 24 | 25 | 26 | 27 | 28 | 29 | 30 | 31 | 32 | 33 | 34 | 35 | 36 |
| --------- | - | - | - | - | - | - | - | - | - | -- | -- | -- | -- | -- | -- | -- | -- | -- | -- | -- | -- | -- | -- | -- | -- | -- | -- | -- | -- | -- | -- | -- | -- | -- | -- | -- |
| Luogo     | T | C | T | C | C | T | C | T | C | T  | C  | T  | C  | T  | T  | C  | T  | C  | C  | T  | C  | T  | C  | T  | C  | T  | C  | T  | C  | T  | C  | T  | T  | C  | T  | C  |
| Risultato | P | V | V | V | P | N | V | N | N | V  | P  | P  | V  | P  | N  | V  | V  | V  | N  | V  | V  | V  | V  | V  | P  | P  | P  | V  | P  | P  | V  | V  | V  | V  | V  | P  |
| Posizione | 9 | 5 | 4 | 2 | 3 | 4 | 4 | 3 | 5 | 2  | 4  | 4  | 3  | 4  | 6  | 3  | 3  | 2  | 3  | 2  | 1  | 1  | 1  | 1  | 1  | 1  | 1  | 1  | 2  | 3  | 3  | 3  | 2  | 2  | 1  | 3  |

Legenda:

Luogo: C = Casa; T = Trasferta. Risultato: V = Vittoria; N = Pareggio; P = Sconfitta.

### Statistiche dei giocatori
| Giocatore    | Challenge League | Challenge League | Challenge League | Challenge League | Coppa Svizzera | Coppa Svizzera | Coppa Svizzera | Coppa Svizzera | Totale   | Totale | Totale      | Totale     |
| Giocatore    | Presenze         | Reti             | Ammonizioni      | Espulsioni       | Presenze       | Reti           | Ammonizioni    | Espulsioni     | Presenze | Reti   | Ammonizioni | Espulsioni |
| ------------ | ---------------- | ---------------- | ---------------- | ---------------- | -------------- | -------------- | -------------- | -------------- | -------- | ------ | ----------- | ---------- |
| M. Almeida   | 31               | 2                | 3                | 0                | 3              | 3              | 1              | 0              | 34       | 5      | 4           | 0          |
| N. Ammeter   | 2                | 0                | 0                | 0                | 1              | 0              | 0              | 0              | 3        | 0      | 0           | 0          |
| M. Aratore   | 13               | 1                | 2                | 0                | 3              | 0              | 0              | 0              | 16       | 1      | 2           | 0          |
| M. Avdyli    | 16               | 0                | 2                | 0                | 2              | 0              | 0              | 0              | 18       | 0      | 2           | 0          |
| L. Balaj     | 36               | 5                | 3                | 0                | 3              | 0              | 0              | 0              | 39       | 5      | 3           | 0          |
| L. Bergsma   | 35               | 2                | 5                | 0                | 2              | 0              | 1              | 0              | 37       | 2      | 6           | 0          |
| I. Bunjaku   | 25               | 2                | 5                | 0                | 2              | 0              | 1              | 0              | 27       | 2      | 6           | 0          |
| F. Caserta   | 0                | 0                | 0                | 0                | 1              | 1              | 0              | 0              | 1        | 1      | 0           | 0          |
| B. Conus     | 24               | 1                | 6                | 0                | 2              | 0              | 0              | 0              | 26       | 1      | 6           | 0          |
| A. Cvetković | 17               | 1                | 2                | 1                | 0              | 0              | 0              | 0              | 17       | 1      | 2           | 1          |
| S. Enzler    | 35               | 0                | 1                | 0                | 2              | 0              | 0              | 0              | 37       | 0      | 1           | 0          |
| S. Gashi     | 24               | 10               | 3                | 0                | 1              | 0              | 0              | 0              | 25       | 10     | 3           | 0          |
| R. Giger     | 32               | 0                | 6                | 1                | 2              | 0              | 0              | 0              | 34       | 0      | 6           | 1          |
| G. Gouano    | 2                | 0                | 0                | 0                | 1              | 0              | 0              | 0              | 3        | 0      | 0           | 0          |
| B. Hasani    | 7                | 0                | 1                | 0                | 1              | 0              | 0              | 0              | 8        | 0      | 1           | 0          |
| S. Huber     | 0                | 0                | 0                | 0                | 0              | 0              | 0              | 0              | 0        | 0      | 0           | 0          |
| O. Jäckle    | 22               | 0                | 5                | 0                | 2              | 0              | 0              | 0              | 24       | 0      | 5           | 0          |
| J. Kronig    | 28               | 1                | 3                | 0                | 3              | 0              | 0              | 0              | 31       | 1      | 3           | 0          |
| A. Njie      | 33               | 1                | 9                | 0                | 2              | 0              | 1              | 0              | 35       | 1      | 10          | 0          |
| A. Qollaku   | 2                | 0                | 0                | 0                | 0              | 0              | 0              | 0              | 2        | 0      | 0           | 0          |
| D. Rrudhani  | 34               | 9                | 4                | 0                | 3              | 1              | 1              | 0              | 37       | 10     | 5           | 0          |
| R. Schneider | 28               | 9                | 2                | 0                | 1              | 0              | 0              | 0              | 29       | 9      | 2           | 0          |
| S. Schwegler | 23               | 0                | 0                | 0                | 2              | 0              | 0              | 0              | 25       | 0      | 0           | 0          |
| K. Spadanuda | 34               | 18               | 7                | 0                | 3              | 3              | 0              | 0              | 37       | 21     | 7           | 0          |
| M. Thaler    | 13               | 0                | 1                | 0                | 3              | 0              | 0              | 0              | 16       | 0      | 1           | 0          |
| J. Thiesson  | 15               | 0                | 4                | 0                | 1              | 0              | 0              | 0              | 16       | 0      | 4           | 0          |
| S. Vladi     | 10               | 4                | 0                | 0                | 0              | 0              | 0              | 0              | 10       | 4      | 0           | 0          |
| R. Zbinden   | 0                | 0                | 0                | 0                | 0              | 0              | 0              | 0              | 0        | 0      | 0           | 0          |